# Вторая всеукраинская перепись населения
Вторая всеукраинская перепись населения — отложенная перепись населения Украины.
По установленной практике и согласно рекомендациям Организации Объединённых Наций переписи населения в большинстве стран мира проводятся раз в десять лет. Принципы и рекомендации ООН определяют, что именно переписи населения являются уникальным источником социально-демографических данных и позволяют получить самую подробную информацию о различных характеристик населения как на общегосударственном и региональном уровне, так и международном.
Последняя перепись населения Украины проводилась в 2001 году. Резолюцией, принятой Экономическим и Социальным Советом ООН, было провозглашено следующий раунд переписей населения и жилищного фонда 2010 года (с 2005 по 2014).
В связи с этим Кабинет министров Украины принял решение о проведении следующей Всеукраинской переписи населения в 2011 году, а в 2009 году — пробной переписи населения. В июле 2010 перепись была перенесена на 2012, а пробная - на 2010. 11 января 2012 года вице-премьер-министр социальной политики Сергей Тигипко заявил, что вторая Всеукраинская перепись населения будет проведена в 2013 году, а в 2012 году «будет проводиться перепись населения только по отдельному региону, который отвечает социальному составу Украины». В 2013 году Кабинет министров Украины перенёс вторую всеукраинскую перепись населения с 2013 на 2016 год. В 2015 году Кабинет министров Украины вновь перенёс перепись населения — с 2016 на 2020 год. В 2020 году Кабинет министров Украины одобрил проект распоряжение Госстата, согласно которому Всеукраинская перепись населения будет проведена в 2023 году. Однако из-за российского вторжения на Украину в 2022 году перепись была отложена на неопределённый срок.